# 北平四三事件
北平四三事件是指1946年4月3日， 位於北平的国民党军队、警察、宪兵搜查中共中央机关报《解放三日刊》社、新华社北平分社及八路军北平办事处，逮捕中共方面的工作人员而引發的國民黨和中共方面的糾紛。

## 背景
毛泽东赴重庆与蒋介石谈判。雙方簽署双十协定，雙方决定在北平设立由美国和国共双方共同组成的军事调处执行部。

## 過程
北平军事调处执行部的中共代表是叶剑英，中共代表团的参谋长由罗瑞卿担任，李克农任秘书长。代表团的驻地设在現今北京市东城区的翠明庄。中共還在北平建立了新华社北平分社并在1946年2月22日出版《解放》报三日刊。《解放》报社的社址在宣武门外方壶斋9号。新华社北平分社由钱俊瑞任，他還兼任《解放》报社长，杨庚任副社长。 姜君辰任副社长，杨庚兼任采编部主任，于光远任研究室主任，郑季翘任编辑部主任，祝志澄任经理部主任，孙敬文任营业部主任。
1956年4月3日，国民党警备司令部张继、北平警察总局赵耀南率領200多人包围位於方壶斋9号的《解放》报社以及《解放》报临时发行处，並扣押了钱俊瑞、姜君辰等人。国民党還派人搜查国民革命军第十八集团军驻北平办事处，扣押了滕代远的秘书李新等人。叶剑英立即召开军调部工作人员会议，決定营救被捕人員。叶剑英分别致函北平行营主任李宗仁、战区司令长官孙连仲、北平市长熊斌提出抗议。同时给在重庆的周恩来发电报。周恩来收到叶剑英报告后转给蒋介石， 就此事提出抗议， 要求国民政府立即释放被捕人员，严惩北平军警， 并保证以后不得再有此事件发生， 并向军调部中共代表及《解放》报社、新华分社道歉并赔偿损失。4月4日下午，国民革命军第十八集团军的滕代远代表叶剑英在北京饭店举行了记者招待会，再次要求国民党方面立即释放被捕人员，道歉、赔偿损失。4月4日下午6时， 國民黨方面将全体被捕人员释放， 警察局长陈悼当着中共代表团领导叶剑英、罗瑞卿、李克农的面道歉， 并保证今后不对《解放》报、新华分社有所歧视。叶剑英等领导带领被釋放的人士回到驻地。中共代表团为被釋放的人士召开欢迎大会。